# Південно-Кавказька залізниця
Південно-Кавказька залізниця (рос. Южно-Кавказская железная дорога; ЮКЖД, вірм. Հարավկովկասյան Երկաթուղի) — оператор залізниць у Вірменії. Належить компанії Російські  залізниці.

## Історія
Компанія з 2008 року повністю належить Росії відповідно до спільного російсько-вірменського договору про співпрацю.
У завдання «ЮКЖД» входять модернізація інфраструктури залізниці Вірменії, розвиток співробітництва з суміжними з Вірменією державами, розвиток внутрішнього і міжнародного пасажирського та вантажного сполучення. Розмір інвестицій, здійснюваних компанією, становить $572 млн, $220 млн з яких планується інвестувати протягом перших 5 років. Свою діяльність «ЮКЖД» розпочала 1 червня 2008 року. Місією компанії є розвиток як загальнонаціональної транспортної компанії, що динамічно розвиває ефективність і якість послуг за допомогою певних стратегічних цілей.

## Ребрендинг
У зв'язку з уточненням стратегії розвитку компанії «Південно-Кавказька залізниця», а також деталізацією поставлених перед компанією цілей і завдань, з'явилася необхідність у ребрендингу компанії. Дане рішення продиктоване, в тому числі, особливою позицією компанії в економічному просторі Республіки Вірменія. «Південно-Кавказька залізниця» входить в п'ятірку найбільших компаній республіки, і ефективність розвитку компанії безпосередньо впливає на темпи економічного зростання держави.